# Farvegengivelsesindeks
 For alternative betydninger, se Ra (flertydig).
Farvegengivelsesindeks, et indeks (også benævnt Ra af Commission on Illumination (CIE), eng. general color rendering index) for hvor god en belysningskilde er balanceret i lysfarvemæssig henseende, hvor 100 er nærmest lig referencelyskilden, som for lyskilder med farvetemperatur 5000 K (Kelvin) eller mere er dagslys – og for lavere farvetemperaturer er et opvarmet sortlegeme. På engelsk kaldes det også CRI, hvilket står for Colour Rendering Index. Det bygger på målemetoder som udarbejdes af International Commission for Illumination, (CIE).
De forskellige referencer anvendes til lyskilder med forskellige farvetemperaturer. Ra-værdien for lyskilder med farvetemperatur under 5000 K kan ikke sammenlignes med værdier for lyskilder med højre farvetemperatur. Eftersom en glødelampe i princippet er en sortlegeme, får den en Ra-værdi nær 100, men dens spektrum adskiller sig meget fra dagslys, hvilket er den anden reference, og pga. den høje andel gult lys kan den ikke gengive farver på samme måde som dagslys. Glødelamper kan korrigeres med filter af neodymoxid for at kunne give bedre farvegengivelse, hvilket dog sænker Ra-værdien (og effektiviteten) eftersom farvegengivelse så afviger fra referencen. Af dette følger at Ra ikke angiver hvor godt farver gengives, men hvor meget farvegengivelsen ligner referencelyskildens. 
Lamper med cirka samme Ra-værdi samles i grupper: Højtryknatriumlamper har gruppe 3 eller 4. Lavtryknatriumlamper har ikke engang en klasse. Metalhalogen har gruppe 1A eller 1B. 
Gruppe 1A – Ra 90-100
Gruppe 1B – Ra 80-89
Gruppe 2A – Ra 70-79
Gruppe 2B – Ra 60-69
Gruppe 3 – Ra 40-59
Gruppe 4 – Ra 20-39

## Farvegengivelse med forskellige referencelyskilder
Dagslyset har forskellige spektralsammensætninger ved forskellige tider på dagen og forskellige solhøjder, ligeledes ved varierende skydækning. I reglen indeholder dagslys mindre andel af gult end strålingen fra et sortlegeme. Derfor ser farver ikke ligedan ud i dagslys som i lys fra en glødelampe. Glødelampelys får violette og visse lyse blå toner til at fremtræde anderledes sammenlignet med dagslys. Som referencelyskilde har dagslys en standardiseret sammensætning med farvetemperatur på 6500 K. 
- Når man skal vælge lamper, bør man ikke vælge Ra under 80 for almenbelysning.[1]

Øjet kan kompensere for forskelle i farvetemperatur, men ikke for forskelle i spektralfordeling mellem de forskellige referencer. Det samme gælder for fotografi efter at billedet er taget. Det skyldes at farvesystemet i øjet bygger på de tre additive grundfarver (se additiv farveblanding), hvor gul er en blandingsfarve. Hvis man forsøger at få gult væk fra et fotografi taget i glødelampelys ændres også rød og grøn, så at såvel lilla som cyan ændres mod blåt. Hvis man i stedet filtrerer i den gule del af spektret når billedet tages gengives frem for alt lilla mere naturtro. Af dette følger også at man hverken kan gøre korrektionen med software i PC'er eller med digitalkameraets hvidbalance. Korrektionen kan gøres med fotografisk filter på enten lyskilden eller foran kameraets objektiv.